# Братя Льо Нен
Братята льо Нен – Антоан льо Нен (Antoine; ок. 1588 – 25 май 1648), Луи льо Нен (Louis; ок. 1593 – 23 май 1648) и Матьо льо Нен (Mathieu; 1607 – 20 април 1677) – са френски художници от 17 век, автори на жанрови картини, портрети и портретни миниатюри.
Преоткрити са през ХІХ век, въпреки че не им се наложило да чакат толкова дълго, колкото на Ла Тур. Рождените им дати са неизвестни, но всички те трябва да са родени в Лаон през първото десетилетие на века. От 1629 г. са в Париж, където двамата по-възрастни почиват от чумата през 1648 г. Въпреки факта, че работят в един и същи стил, подписват картините си просто „Льо Нен“ и работят върху тях заедно, всеки има своя отличителна индивидуалност. Антон е миниатюрист по сърце, Луи е най-строг, а Матьо – най-грубоват.
„Селско семейство“ на Луи представя основните черти на техния семеен стил и неговите достойнства. Като селските сцени от Холандия и Фландрия през ХVІІ век, с който тя има много общи черти, картината произлиза от традицията, стигаща назад до Питер Брьогел Стари. Но докато нидерландските сцени от живота на простолюдието често са хумористични или саркастични, придава на фигурите си достойнство и тържественост, които напомнят за „Носачът на вода от Севиля“ на Веласкес, но в по-малък мащаб.